# Mesosemia thyene
Mesosemia thyene är en fjärilsart som beskrevs av Hans Ferdinand Emil Julius Stichel 1910. Mesosemia thyene ingår i släktet Mesosemia och familjen Riodinidae. Inga underarter finns listade i Catalogue of Life.